# Hapigiodes
Hapigiodes is een geslacht van vlinders van de familie tandvlinders (Notodontidae).

## Soorten
- H. argentidiscata Schaus, 1928
- H. arpi Draudt, 1933
- H. descimoni Thiaucourt, 1979
- H. forsteri Thiaucourt, 1987
- H. frederica Dyar, 1911
- H. nigridiscata Dognin, 1911
- H. proxima Draudt, 1933
- H. viettei Thiaucourt, 1979
- H. xoloti Schaus, 1892